# Благовещение Богородично (Солун)
„Благовещение Богородично“ (на гръцки: Ευαγγελίστρια) е православна църква в македонския град Солун, Гърция, енорийски храм на Солунската епархия на Вселенската патриаршия, под управлението на Църквата на Гърция.
Храмът е разположен на улица „Агиос Димитрос“ № 159. Това е бившата гробищна църква на старото гръцко патриаршистко гробище Свето Благовещение (Евангелистрия) в града.